# Volkswagen
Volkswagen (alemany per a «automòbil del poble») és un fabricant d'automòbils amb seu a Wolfsburg, Alemanya. Forma part del Grup Volkswagen, el fabricant més gran d'automòbils d'Europa i un dels més importants del món.

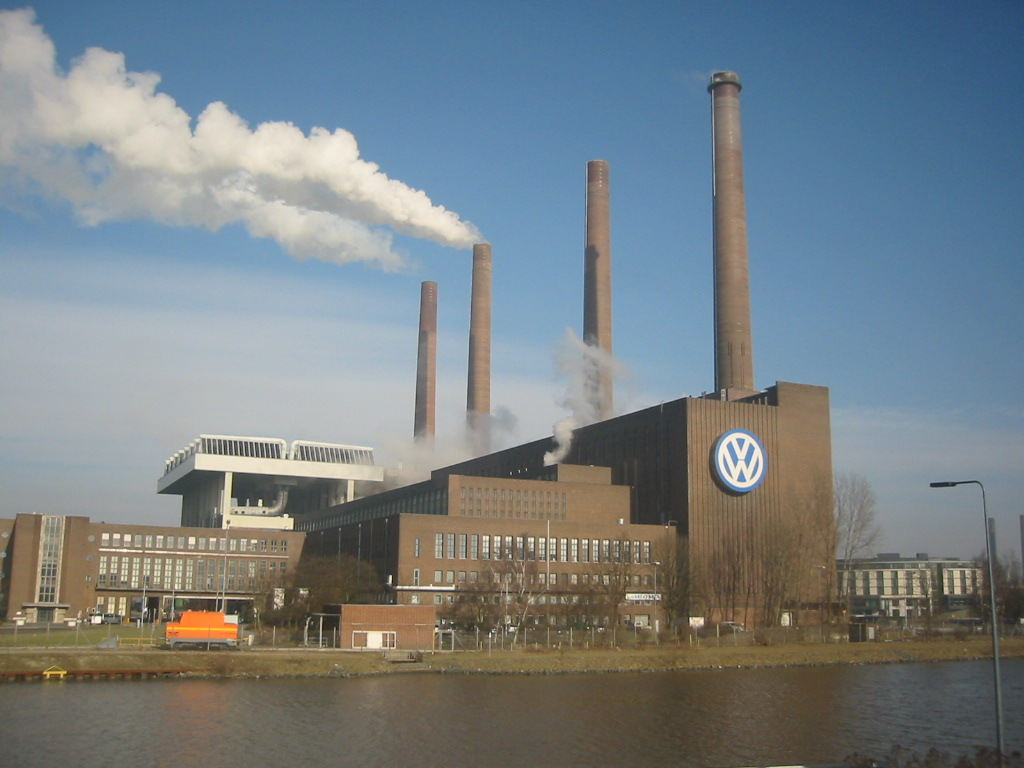
La fàbrica principal de Volkswagen en Wolfsburg.

## Història

### Inicis de la fàbrica

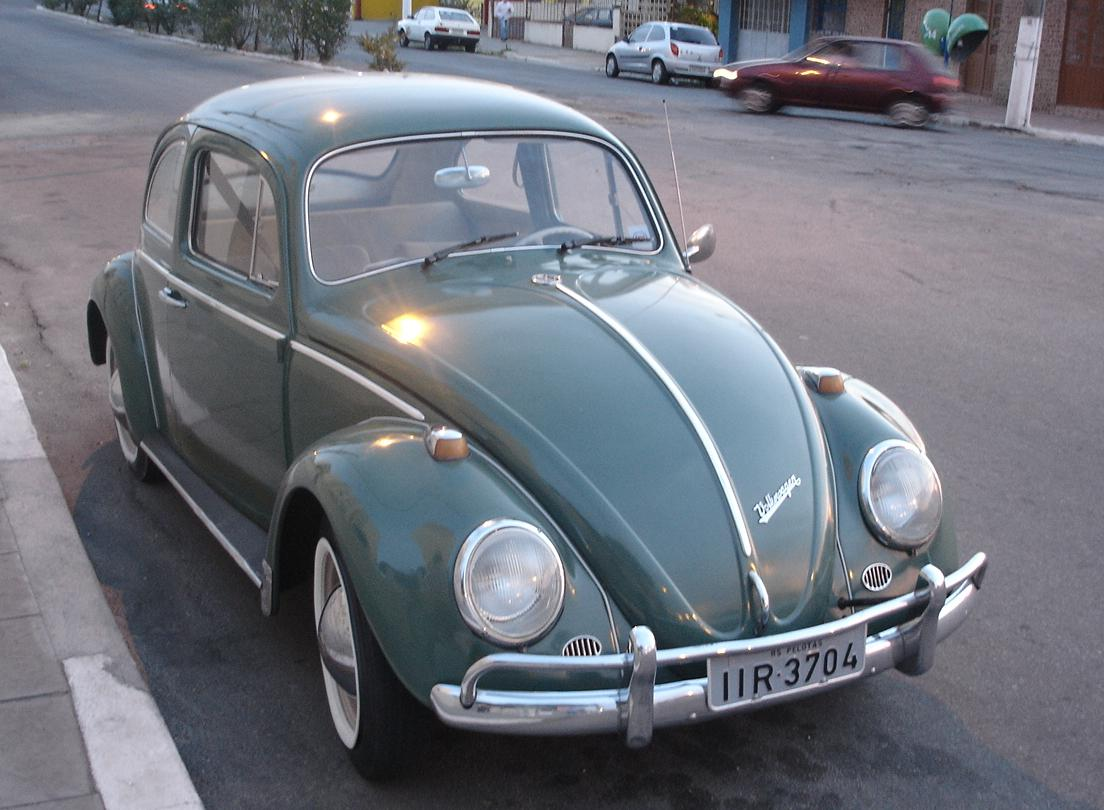
Volkswagen Escarabat

El nom Volkswagen és degut al fet que als anys 1930 va sorgir a Alemanya el projecte de construir un automòbil que fos accessible per a un gran nombre de persones. Quan Adolf Hitler s'alça amb el poder el 1933, decideix posar en marxa un pla de foment de la indústria de l'automòbil, amb l'objectiu de rellançar les seves fàbriques i fer-les més competitives enfront de les angleses i les franceses. D'aquesta manera es llança un concurs als empresaris per a la concessió de la fabricació del denominat «automòbil del poble» (Volkswagen). Ferdinand Porsche va ser l'encarregat de dur a terme el projecte l'objectiu del qual era construir un vehicle senzill i barat que pogués estar a l'abast de la majoria dels alemanys sense que les seves economies es ressentissin.
Hitler pretenia construir la fàbrica més gran d'Europa per a la fabricació de l'automòbil del poble. Per a això, el requisit era tenir accés a una via fluvial navegable. També era necessària una central elèctrica pròpia, que abastís tant a la fàbrica com a la nova ciutat. Hitler va escollir el poble de Fallersleben, a la vora del canal de Mittelland. El lloc formava part des del segle xiv del Comtat de Schloss Wolfsburg, propietat del comte von Schulenburg. Segons les idees de Hitler, la fàbrica havia de disposar de la seva pròpia ciutat annexada a aquesta, per a allotjar als treballadors i les seves famílies.
El nom escollit per Hitler per a l'automòbil va ser Kdf-Wagen (Kraft durch Freude, 'La força per l'alegria') i la ciutat, Kdf-Stadt. No obstant això, ni a la fàbrica ni en tot Alemanya ningú va emprar un altre nom que no fos el de Volkswagen per a referir-se a l'Escarabat. El nom Kdf-Wagen només va ser utilitzat als catàlegs i per part d'alguns puristes.
El partit nazi va facilitar a Ferdinand Porsche la infraestructura necessària per a la construcció de la qual seria posteriorment la fàbrica encarregada del projecte. Per a la realització d'aquest projecte, es va fundar la nova ciutat el 26 de maig de 1938. La cerimònia, de tant important esdeveniment per al règim nazi, buscava clarament impressionar el poble alemany, un poble que es mostrava confiat amb el seu dirigent. Més de 70.000 persones arribades de tots els racons d'Alemanya van acudir a la cerimònia. Lògicament, Ferdinand Porsche hi va estar present, al costat dels generals nazis i del mateix Führer. En aquesta cerimònia, Hitler va pujar a bord d'un Kdf-Wagen descapotable, conduït per Ferdinand Porsche.

### Segona Guerra Mundial
Amb el propòsit de finançar tot aquest projecte de dotar al poble alemany d'un automòbil de baix cost, el govern alemany va idear un sistema en el qual els estalviadors desitjosos de posseir un Volkswagen (automòbil del poble), aportaven 5 marcs setmanalment. Així es van reunir al voltant de 286 milions de marcs. Cap d'aquestes persones va rebre el seu Kdf-Wagen, ja que els projectes militars monopolitzaven l'atenció del país després de l'inici de la Segona Guerra Mundial al setembre de 1939. La fàbrica de Fallersleben es va destinar a la producció militar, i després de 6 anys de guerra, els diners del Kdf-Wagen van ser requisats pels russos en concepte de reparacions de guerra.
Iniciada la guerra la fàbrica es va convertir en objectiu militar, malgrat que el mateix Hitler va augurar a Porsche: "La fàbrica no tindrà importància estratègica" en òbvia referència a l'exclusiva construcció del Kdf civil i la victòria que s'obtindria amb la blitzkrieg. No encara iniciades les hostilitats, la planta va passar a l'òrbita del Ministeri d'Armaments i de la Luftwaffe.
Els aliats van donar prioritat als atacs a la planta del Kdf per raó de la seva contribució a l'esforç bèl·lic enemic. Anys abans, per la seva banda, experts de la Luftwaffe (Força Aèria Alemanya) havien suggerit la seva prudent dispersió en els boscos. No obstant això, fins al moment mateix de les primeres incursions no s'havia pres la més mínima precaució en aquest sentit.
Al temps de les primeres incursions a l'abril de 1944 encara es mancava de camuflatge, defensa antiaèria, i refugis subterranis per als treballadors. L'enemic podia veure fàcilment la mola massiva rectangular a un costat del Mittellandkanal.
El 8 d'abril de 1944 cinquanta-sis bombardejos van descarregar allí 146 tones de bombes incendiàries i d'alt poder explosiu. Encara que no es van causar grans danys materials, tretze persones van morir i quaranta van resultar ferides. Tres setmanes després, un Boeing B-17 sense tripulació, es va estavellar en els sostres del hall 1 de la planta ocasionant greus destrosses en tota aquesta àrea. A això li van seguir altres tres importants raids: El 20 de juny, 137 Fortaleses Volants van llançar 500 tones de bombes incendiàries i d'alt poder explosiu. D'aquestes aproximadament 582 van fer blanc en la fàbrica causant la mort de vint-i-set treballadors i ferides a noranta-tres més. Nou dies després, seixanta-cinc avions van atacar amb 826 bombes, matant a catorze persones i danyant en forma considerable a la planta, ciutat i barraques de presoners. Finalment el 5 d'agost, vuitanta-cinc Liberator van deixar caure 300 tones de bombes d'alt poder explosiu, aconseguint un estimatiu de 300 encerts en la planta, cuines, barraques i carrers. Van morir set persones i vint-i-set van ser ferides. Totes les incursions es van realitzar a plena llum del dia conforme la modalitat operativa de la Vuitena Força Aèria Nord-americana.
El 10 d'abril de 1945, tropes nord-americanes van dirigir el seu avanç en direcció a la ciutat del Volkswagen. No obstant això no van arribar a entrar en ella, ja que desconeixien la seva existència. La ciutat era massa nova i no figurava encara en els seus mapes més recents. El 18 d'abril van prendre possessió de la fàbrica i ciutat diversos tancs Sherman defensats per dos-cents soldats americans. Els esperaven cinc mil russos i polonesos encegats per l'alcohol i el desig de venjança. L'exèrcit americà va haver d'emprar-se a fons per a contenir-los disparant fins i tot contra la multitud.
Els nord-americans originàriament tenien la intenció de desguassar i després destruir tota la fàbrica a causa de la seva connotació nazi. Assabentat l'inspector-cap de la planta, Rudolf Brörmann, se'ls va oposar tenaçment evitant la planejada demolició durant els mesos de primavera i estiu de 1945. La seva gestió en aquesta crítica època, ha estat oblidada per la història oficial de la Volkswagenwerk. Així llavors el 25 de maig, amb la vènia nord-americana, es va resoldre rebatejar a l'antiga Stadt des KdF-Wagen amb el nom de Wolfsburg, pres del castell veí de Von Schulemburg.
El 28 de maig Rudolf Brörmann va ser posat en la funció de director executiu de la planta. Per a finals d'aquest mateix mes s'havien armat manualment 110 Kübelwagen amb peces sobrants.
Hitler mai va arribar a veure el seu Kdf-Wagen sortir de les línies de producció. Amb la finalitat de la guerra, Ferdinand Porsche va ser empresonat per la seva vinculació amb el règim nazi i els anglesos van prendre el control de la factoria.
El 27 de desembre es va començar la producció en sèrie de l'Escarabat.

### Des dels anys 1950
Encara que els seus primers passos van començar abans de la Segona Guerra Mundial, no va ser fins als anys 50 quan l'Escarabat es converteix en un vehicle de gran acceptació social tant en Europa com Amèrica. En 1955 va sortir de la fàbrica l'exemplar un milió, i en 1972 l'Escarabat, com ja se'l coneixia en tot el món, va superar el rècord d'unitats fabricades d'un automòbil, que ostentava Ford Motor Company amb el seu model "T", en aconseguir la xifra de 15.007.034 Volkswagen fabricats.
L'Escarabat va deixar de fabricar-se a Alemanya en baixar la demanda en la majoria dels països, ja que havien aparegut en el mercat mundial automòbils equivalents, però de disseny i tecnologia molt més actuals. Va seguir produint-se, això no obstant, en Mèxic, des d'on s'atenia el mercat interior i el dels països llatinoamericans, en els quals aquest seguia tenint una bona acollida. Durant finals del segle passat, l'Escarabat era considerat L'automòbil del Segle.
Volkswagen no es va quedar enrere en l'evolució dels automòbils i va presentar en 1974 el model Golf, que immediatament va tenir un gran èxit. Volkswagen va anar ampliant pas a pas la seva gamma de models, abandonant la seva anterior política de model únic. Així va anar incorporant en primer lloc el Passat, una mica abans que el Golf, i a continuació el Polo i el Lupo, models més petits. En 1997 apareix el New Beetle, que ofereix un disseny basat en l'antic Escarabat, però totalment modernitzat, igual que la tecnologia. Aquest automòbil està destinat principalment al mercat nord-americà, on segueix existint un gran nombre de conductors nostàlgics de l'Escarabat. L'aparició d'aquest model, unida a un descens de la demanda també en els països llatinoamericans, duu en l'any 2003 al tancament de la fabricació del clàssic Escarabat a Mèxic. Amb anterioritat han anat sortint altres models nous, com el Phaeton, vaixell insígnia de la marca, el Touran, un monovolum de set places, i el Touareg, un tot terreny per a ús en ciutat, carretera i en terrenys difícils.
L'any 2002 Volkswagen va lliurar gairebé 5.000.000 de vehicles. El nombre d'empleats i treballadors va ser de 325.000. La seva participació al mercat mundial va ser del 12,1 per cent. També en 2002 i després de 28 anys de producció, el Golf va superar en vendes al llegendari Escarabat. El grup disposa de 45 fàbriques en 19 països i està present en 150 països amb organitzacions comercials pròpies. El setembre de 2015 la companyia va entrar en un període turbulent, per l'esclatament de l'escàndol de les emissions.

## Fàbriques

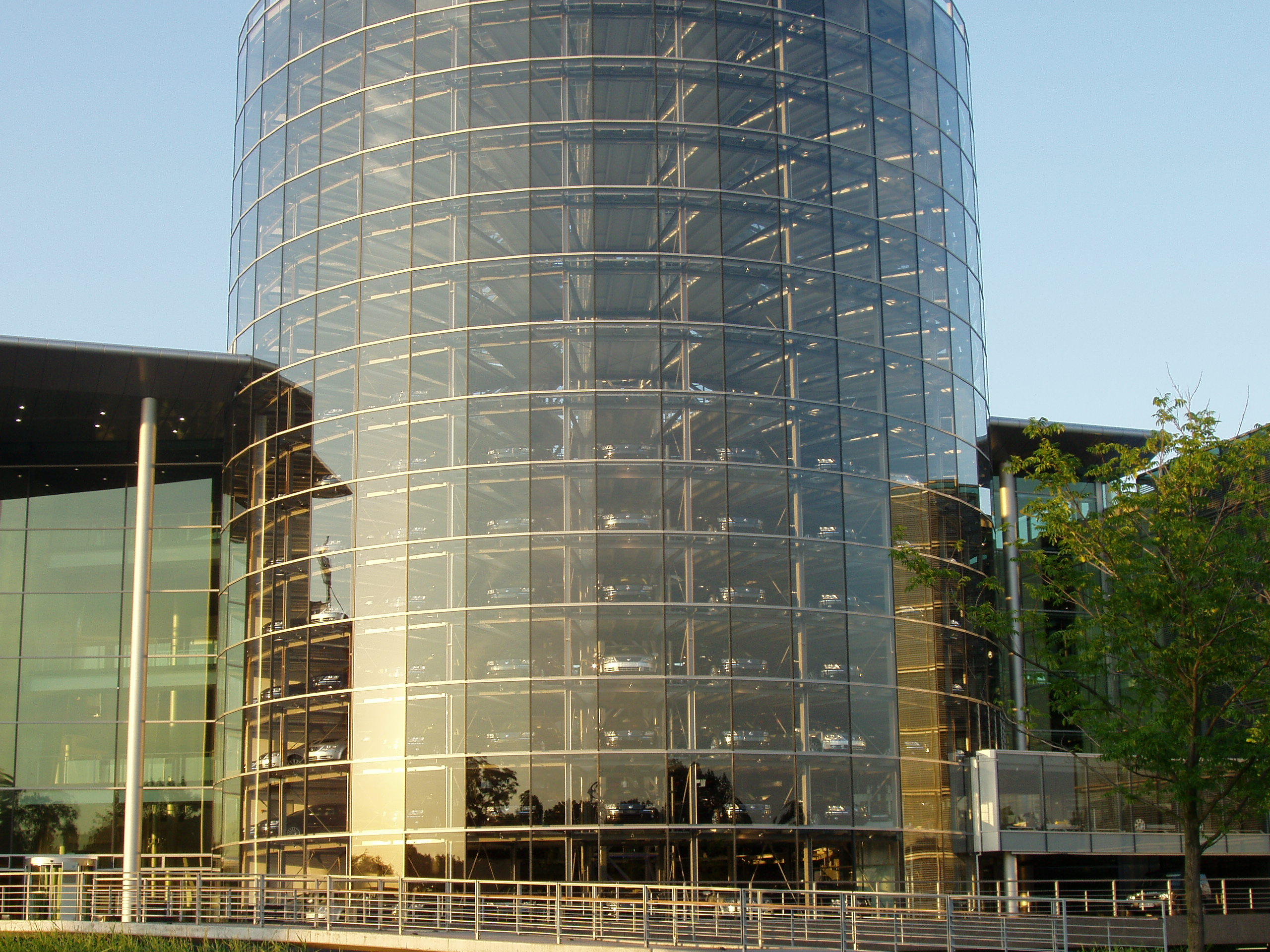
Fàbrica de Volkswagen en Dresden.

Wolfsburg és actualment seu principal del Grup Volkswagen. El grup disposa de 45 fàbriques en 20 països: Alemanya, Argentina, Bèlgica, el Brasil, Xina, Espanya, Eslovàquia, Estats Units, França, Hongria, l'Índia, Itàlia, Israel, Malàisia, Mèxic, Polònia, Regne Unit, República Txeca, Rússia, i Sud-àfrica, i està present en 150 països amb organitzacions comercials pròpies.
Volkswagen ha construït en els últims anys a Dresden una fàbrica totalment nova, de cristall, que permet als visitants veure en detall tot el procés de fabricació. En Wolfsburg ha edificat la ciutat de l'automòbil, un conjunt d'edificis destinats al públic, en els quals es poden veure exposicions sobre la història de la companyia i sobre el món de l'automòbil, i en la qual els compradors poden recollir personalment els seus automòbils Volkswagen.

## Redisseny del logotip de Volkswagen
La marca va néixer com símbol per promoure el desenvolupament de l'economia, augmentar la productivitat i el turisme alemany després de la crisi dels anys 30 i abans de la Segona Guerra Mundial.
Els seus inicis es remunten a la creació d’una mena de pla de govern anomenat KDP (Kraft Dutch Freude, “força a través de l’alegria”) que tenia molts projectes, entre ells la creació de vehicles per al poble alemany que comportaria la construcció de la fàbrica d’automòbils KDF-Wagen, amb l’objectiu d’arribar a la producció massiva. Cal destacar que el primer cotxe que es va fabricar va rebre el nom de Volkswagen, així doncs el nom que coneixem actualment, va ser adjudicat al vehicle, ja que la marca encara no existia. El símbol que representaria els inicis de la fàbrica seria un logotip que utilitzaria el símbol nazi com a base junt amb altres elements com engranatges i aspes al seu voltant, per fer referència al sector automobilístic. Les aspes estaven inspirades en una il·lustració de la mitologia nòrdica que compartia similituds amb l'esvàstica nazi i que suposadament insiparaven força i coratge.
L’any 1939, als inicis de la Segona Guerra Mundial, el logotip va patir una modificació, en la qual es van eliminar les aspes, deixant només l'engranatge i les inicials V i W al centre. A finals de la guerra, els anglesos van considerar que aquesta empresa era una bona idea i van impulsar el seu projecte. El 1945, el logotip va tornar a ser modificat, fet que comportaria l'eliminació de l'engranatge i, per tant, només quedaria com a representació de la marca les dues inicials V i W. D’aquesta manera perduraria durant molts anys fins a l’arribada del 1999, quan es torna a fer un rebranding per part de Meta-Design. Aquest redisseny es va basar en fer l’anell extern, que permetia veure el logotip en blanc, més gruixut aportant-li més presència dins el logotip, servint com a marc d’enquadrament. L’any  2007 s’afegeix al disseny sensació de volum aportant-li tridimensionalitat. Així doncs, arribem al 2019, on la marca pateix el seu redisseny més recent. Aquest canvi va resultar ser molt rupturista i modern en comparació amb els seus antecedents, ja que representa l’abandonament de la idea de la indústria de l'escuderia i de la mecànica, convertint el logotip en un de nou més neutre i senzill, utilitzant com a element únic una línia de color blau marí com a traç per a dibuixar les formes més bàsiques del logotip, és a dir les inicials i un cèrcol que les emmarca, eliminant elements ornamentaris com el joc de llums i ombres per crear volum o altres elements constructius que l’acompanyen, traient la sensació de tridimensionalitat i  convertint-ho en un disseny més minimalista. Per tant, les seves connotacions es redueixen per tal de poder arribar a la identificació més pura de la marca. Aquest nou redisseny recorda al de 1945, ja que aquella nova representació és semblant al logotip actual. Per tant, tenint com a base l'evolució de la marca a partir d’aquesta data, es veu que l'essència de l'empresa tot i haver patit modificacions al llarg dels anys afegint i traient elements decoratius, sempre s’ha representa de la mateixa forma, utilitzant una circumferència que recull en el seu interior les dues inicials de la marca Volkswagen. Finalment, com a resultat l’any 2019 s’han eliminat tots aquests elements deixant a la vista aquesta estructura simple que mostra sense cap decoració la representació de la marca automobilística.